# توماس باتريك كولينز
توماس باتريك كولينز (بالإسبانية: Thomas Patrick Collins)‏ هو قسيس بوليفي، ولد في 13 يناير 1915 في سان فرانسيسكو في الولايات المتحدة، وتوفي في 7 ديسمبر 1973 في قرية رينبك في الولايات المتحدة.